# Rogów Osobowy Wąskotorowy
Rogów Osobowy Wąskotorowy – wąskotorowy przystanek osobowy w Rogowie, w gminie Rogów, w powiecie brzezińskim, w województwie łódzkim, w Polsce. Obsługuje ruch turystyczny. Mieści się w centrum wsi, obok normalnotorowej stacji kolejowej. Na przystanku znajduje się mijanka i utwardzony peron. Przystanek zawsze był przeznaczony dla pociągów osobowych.